# NBA Legtöbbet fejlődött játékos
A National Basketball Association Legtöbbet fejlődött játékos-díj (vagy George Mikan-trófea) egy évente átadott elismerés, amelyet a National Basketball Association (NBA) azon szezonjának legtöbbet fejlődő játékosának adnak át. A győztest amerikai és kanadai újságírók választják, akik első, második és harmadik helyezett játékosra adják le választásaikat. Minden első helyezésért öt pont, másodikért három pont és harmadikért egy pont jár. A játékos, aki a legtöbb pontot szerzi (az első helyezett szavazatoktól függetlenül), nyeri meg a díjat.
A díj alapítása óta 38 játékosnak adták át. Egyetlen játékos se nyerte el több, mint egyszer. Boris Diaw, Kevin Love, Pascal Siakam és Jánisz Antetokúnmpo az egyetlenek, akik elnyerték a díjat és NBA-bajnokok is lettek. Siakam az egyetlen, aki abban a szezonban, amelyben elnyerte a díjat, bajnok lett. Rony Seikaly, Gheorghe Mureșan, Diaw, Hedo Türkoğlu, Goran Dragić, Antetokúnmpo, Siakam, Lauri Markkanen és Dyson Daniels a díj azon győztesei, akik nem az Egyesült Államok területén születtek.
Csak Alvin Robertson, Dana Barros, Tracy McGrady, Jermaine O'Neal, Danny Granger, Love, Paul George, Jimmy Butler, Antetokúnmpo, Victor Oladipo, Brandon Ingram, Randle, Ja Morant, Markkanen és Tyrese Maxey nyerték el a díjat és lettek All Starok ugyanabban a szezonban. Dale Ellis, Kevin Duckworth, Kevin Johnson, Gilbert Arenas, Zach Randolph, Dragic és Siakam pedig később lettek beválasztva az All Star-csapatba. McGrady, O'Neal, George, Dragić, Andetokumbo és Oladipo pedig úgy nyerték el a díjat, hogy ugyanabban az évben az All-NBA csapatok egyikében is szerepeltek. Pascal Siakam a díj elnyerését követő szezonban került az All-NBA Második csapatba. Az Indiana Pacers és az Orlando Magic játékosai nyerték el legtöbbször a díjat, ötször. Jánisz Antetokúnmpo az első díjazott, aki később MVP is lett. Tracy McGrady az egyetlen győztes, aki vezette egy szezonban az NBA pontszerzési kategóriáját és, akit beiktattak a Naismith Memorial Basketball Hall of Fame-be.

## Győztesek

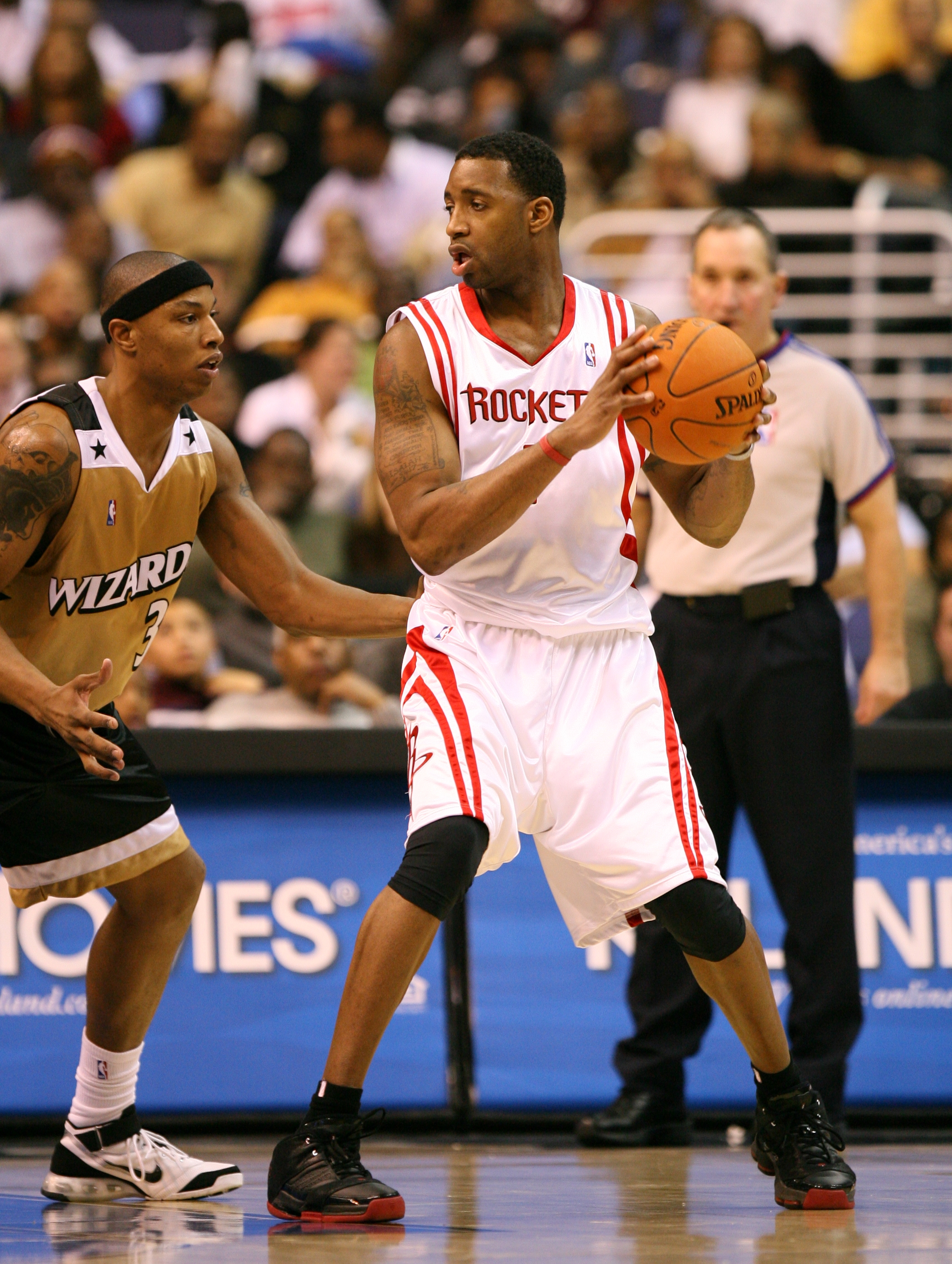
Tracy McGrady a 2000–2001-es szezonban nyerte el a díjat

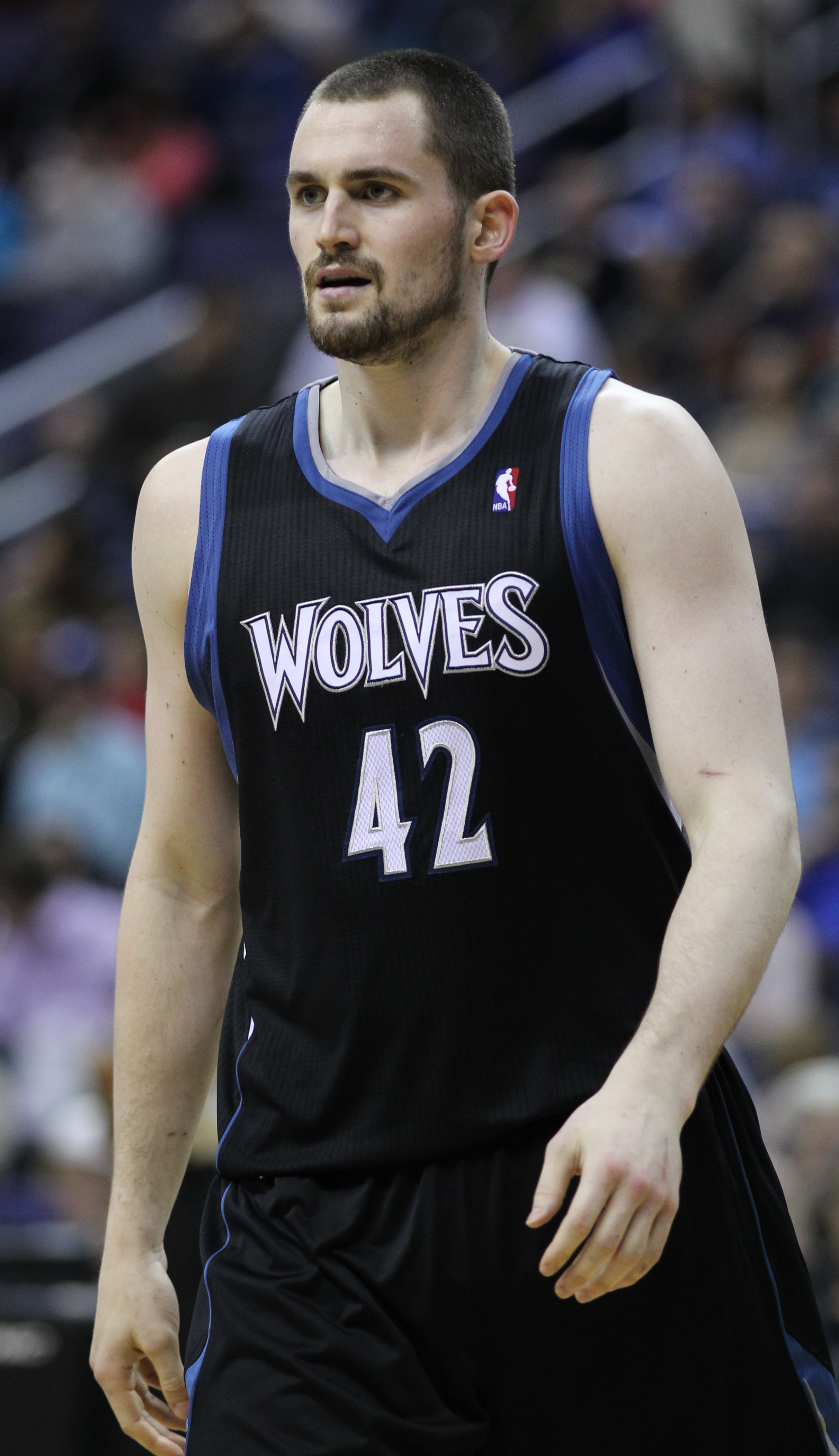
Kevin Love a 2010–2011-es szezonban nyerte el a díjat

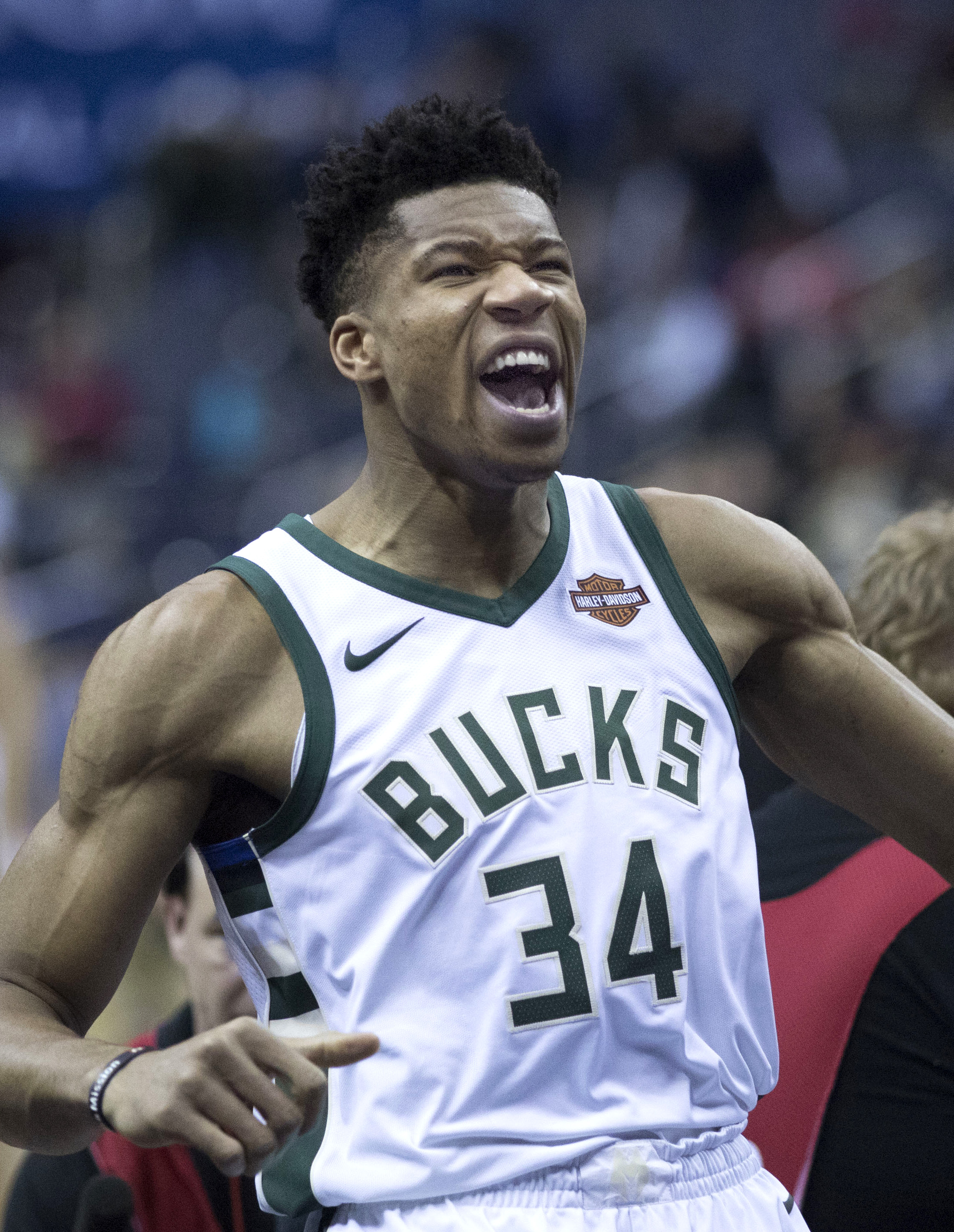
Jánisz Antetokúnmpo a 2016–2017-es szezonban nyerte el a díjat és később MVP is lett

| ^ | Jelenleg is aktív.                                         |
| * | Beiktatták a Naismith Memorial Basketball Hall of Fame-be. |

| Szezon    | Játékos              | Poszt | Nemzetiség       | Csapat                     |
| --------- | -------------------- | ----- | ---------------- | -------------------------- |
| 1985–1986 | Alvin Robertson      | G     | Egyesült Államok | San Antonio Spurs          |
| 1986–1987 | Dale Ellis           | G/F   | Egyesült Államok | Seattle SuperSonics        |
| 1987–1988 | Kevin Duckworth      | C     | Egyesült Államok | Portland Trail Blazers     |
| 1988–1989 | Kevin Johnson        | G     | Egyesült Államok | Phoenix Suns               |
| 1989–1990 | Rony Seikaly         | C     | Egyesült Államok | Miami Heat                 |
| 1990–1991 | Scott Skiles         | G     | Egyesült Államok | Orlando Magic              |
| 1991–1992 | Pervis Ellison       | C/F   | Egyesült Államok | Washington Bullets         |
| 1992–1993 | Chris Jackson        | G     | Egyesült Államok | Denver Nuggets             |
| 1993–1994 | Don MacLean          | F     | Egyesült Államok | Washington Bullets (2)     |
| 1994–1995 | Dana Barros          | G     | Egyesült Államok | Philadelphia 76ers         |
| 1995–1996 | Gheorghe Mureșan     | C     | Románia          | Washington Bullets (3)     |
| 1996–1997 | Isaac Austin         | C     | Egyesült Államok | Miami Heat (2)             |
| 1997–1998 | Alan Henderson       | F     | Egyesült Államok | Atlanta Hawks (1)          |
| 1998–1999 | Darrell Armstrong    | G     | Egyesült Államok | Orlando Magic (2)          |
| 1999–2000 | Jalen Rose           | G/F   | Egyesült Államok | Indiana Pacers             |
| 2000–2001 | Tracy McGrady*       | G/F   | Egyesült Államok | Orlando Magic (3)          |
| 2001–2002 | Jermaine O'Neal      | F/C   | Egyesült Államok | Indiana Pacers (2)         |
| 2002–2003 | Gilbert Arenas       | G     | Egyesült Államok | Golden State Warriors      |
| 2003–2004 | Zach Randolph        | F     | Egyesült Államok | Portland Trail Blazers (2) |
| 2004–2005 | Bobby Simmons        | G/F   | Egyesült Államok | Los Angeles Clippers       |
| 2005–2006 | Boris Diaw           | F     | Franciaország    | Phoenix Suns (2)           |
| 2006–2007 | Monta Ellis          | G     | Egyesült Államok | Golden State Warriors (2)  |
| 2007–2008 | Hedo Türkoğlu        | F     | Törökország      | Orlando Magic (4)          |
| 2008–2009 | Danny Granger        | F     | Egyesült Államok | Indiana Pacers (3)         |
| 2009–2010 | Aaron Brooks         | G     | Egyesült Államok | Houston Rockets            |
| 2010–2011 | Kevin Love^          | F/C   | Egyesült Államok | Minnesota Timberwolves     |
| 2011–2012 | Ryan Anderson        | F     | Egyesült Államok | Orlando Magic (5)          |
| 2012–2013 | Paul George^         | F     | Egyesült Államok | Indiana Pacers (4)         |
| 2013–2014 | Goran Dragić^        | G     | Szlovénia        | Phoenix Suns (3)           |
| 2014–2015 | Jimmy Butler^        | G/F   | Egyesült Államok | Chicago Bulls              |
| 2015–2016 | CJ McCollum^         | G     | Egyesült Államok | Portland Trail Blazers (3) |
| 2016–2017 | Jánisz Antetokúnmpo^ | F     | Görögország      | Milwaukee Bucks            |
| 2017–2018 | Victor Oladipo^      | G     | Egyesült Államok | Indiana Pacers (5)         |
| 2018–2019 | Pascal Siakam^       | F     | Kamerun          | Toronto Raptors            |
| 2019–2020 | Brandon Ingram^      | F     | Egyesült Államok | New Orleans Pelicans       |
| 2020–2021 | Julius Randle^       | F     | Egyesült Államok | New York Knicks            |
| 2021–2022 | Ja Morant^           | G     | Egyesült Államok | Memphis Grizzlies          |
| 2022–2023 | Lauri Markkanen^     | F     | Finnország       | Utah Jazz                  |
| 2023–2024 | Tyrese Maxey^        | G     | Egyesült Államok | Philadelphia 76ers (2)     |
| 2024–2025 | Dyson Daniels^       | G     | Ausztrália       | Atlanta Hawks (2)          |

## Csapatok
| Díjak száma | Csapat                 | Évek                         |
| ----------- | ---------------------- | ---------------------------- |
| 5           | Indiana Pacers         | 2000, 2002, 2009, 2013, 2018 |
| 5           | Orlando Magic          | 1991, 1999, 2001, 2008, 2012 |
| 3           | Washington Bullets     | 1992, 1994, 1996             |
| 3           | Phoenix Suns           | 1989, 2006, 2014             |
| 3           | Portland Trail Blazers | 1988, 2004, 2016             |
| 2           | Atlanta Hawks          | 1998, 2025                   |
| 2           | Miami Heat             | 1990, 1997                   |
| 2           | Golden State Warriors  | 2003, 2007                   |
| 2           | Philadelphia 76ers     | 1995, 2024                   |
| 1           | San Antonio Spurs      | 1986                         |
| 1           | Seattle SuperSonics    | 1987                         |
| 1           | Denver Nuggets         | 1993                         |
| 1           | Los Angeles Clippers   | 2005                         |
| 1           | Houston Rockets        | 2010                         |
| 1           | Minnesota Timberwolves | 2011                         |
| 1           | Chicago Bulls          | 2015                         |
| 1           | Milwaukee Bucks        | 2017                         |
| 1           | Toronto Raptors        | 2019                         |
| 1           | New Orleans Pelicans   | 2020                         |
| 1           | New York Knicks        | 2021                         |
| 1           | Memphis Grizzlies      | 2022                         |
| 1           | Utah Jazz              | 2023                         |
| 0           | Brooklyn Nets          | –                            |
| 0           | Los Angeles Lakers     | –                            |
| 0           | Boston Celtics         | –                            |
| 0           | Dallas Mavericks       | –                            |
| 0           | Charlotte Hornets      | –                            |
| 0           | Cleveland Cavaliers    | –                            |
| 0           | Oklahoma City Thunder  | –                            |
| 0           | Detroit Pistons        | –                            |